# Boston-Marathon 2013
Der Boston-Marathon 2013 war die 117. Ausgabe der jährlich stattfindenden Laufveranstaltung in Boston, Vereinigte Staaten. Der Marathon fand am 15. April 2013 statt und war der zweite World Marathon Majors des Jahres.
Bei den Männern gewann Lelisa Desisa in 2:10:22 h und bei den Frauen Rita Jeptoo Sitienei in 2:26:25 h.
Der Marathon wurde von einem Anschlag überschattet, bei dem drei Menschen starben und 264 verletzt wurden.

## Ergebnisse

### Männer
| Platz | Athlet                    | Land               | Zeit (h) |
| ----- | ------------------------- | ------------------ | -------- |
| 01    | Lelisa Desisa             | Äthiopien          | 2:10:22  |
| 02    | Micah Kipkemboi Kogo      | Kenia              | 2:10:27  |
| 03    | Gebregziabher Gebremariam | Äthiopien          | 2:10:28  |
| 04    | Jason Hartmann            | Vereinigte Staaten | 2:12:12  |
| 05    | Wesley Korir              | Kenia              | 2:12:30  |
| 06    | Markos Geneti             | Äthiopien          | 2:12:44  |
| 07    | Dickson Kiptolo Chumba    | Kenia              | 2:14:08  |
| 08    | Jeffrey Hunt              | Australien         | 2:14:28  |
| 09    | Daniel Tapia              | Vereinigte Staaten | 2:14:30  |
| 10    | Craig Leon                | Vereinigte Staaten | 2:14:38  |

### Frauen
| Platz | Athletin              | Land               | Zeit (h) |
| ----- | --------------------- | ------------------ | -------- |
| 01    | Rita Jeptoo Sitienei  | Kenia              | 2:26:25  |
| 02    | Meseret Hailu         | Äthiopien          | 2:26:58  |
| 03    | Sharon Jemutai Cherop | Kenia              | 2:27:01  |
| 04    | Shalane Flanagan      | Vereinigte Staaten | 2:27:08  |
| 05    | Tirfi Tsegaye         | Äthiopien          | 2:28:09  |
| 06    | Kara Goucher          | Vereinigte Staaten | 2:28:11  |
| 07    | Madaí Pérez           | Mexiko             | 2:28:59  |
| 08    | Diane Nukuri-Johnson  | Burkina Faso       | 2:29:54  |
| 09    | Ana Dulce Félix       | Portugal           | 2:30:05  |
| 10    | Sabrina Mockenhaupt   | Deutschland        | 2:30:09  |